# Пойменные леса в Ростовской области
Пойменные леса в Ростовской области расположены по Дону и его правым притокам, Северскому Донцу, Миусу.

## Описание
Пойменные леса составляют основной фонд лесов Ростовской области, но по видовому составу значительно беднее байрачных. Здесь кроме дуба, растут: ольха, вяз, ива, берест, ясень, осина, тополь, осокорь.
По площади и распространению пойменные леса занимают первое место среди естественных лесов области. Флора пойменных лесов беднее байрачной и состоит из 425 видов, в том числе лесных — 222, собственно лесных — 97 видов.
|  | Довольно большая облесённость пойм в нашей степной зоне объясняется более благоприятными для древесных пород микроклиматическими условиями речных долин. В целом температурный и водный режим в поймах более сглажен, чем на плакорных степных участках. Недостаток влаги компенсируется здесь близостью грунтовых вод, относительная влажность воздуха выше, заморозки заканчиваются раньше и начинаются позже (на 5-10 дней), чем водоразделах.[Зозулин, 1992, с.54] |

На Среднем Дону (север области) и на Северском Донце пойменные леса занимают большие площади, представляя преобладающую растительность поймы. Здесь их значительно больше, чем пойменных лугов. На Нижнем Дону (юг области) пойменных лесов намного меньше.
Как и в байрачных лесах, главенствующее место занимают дубравы. Им принадлежит 34,6 % площади пойменных лесов.
В подлеске пойменных лесов встречаются вяз полевой, клён татарский, жёстер слабительный, бересклет европейский, тёрн и другие.
Среди лесных видов отмечены: папоротник телиптерис болотный, купырь лесной, лабазник вязолистный.
В пойменных лесах большую роль играют луговые виды. К ним относятся вейник наземный, мятлик луговой, полынь лечебная, кострец безостый.
Особый интерес среди пойменных лесов представляют флора и условия местобитания ольховых лесов — ольшаники. Занимаемые ими участки составляют на севере области (в Верхнедонском, Шолоховском районах) 2,8 %, а по Северскому Донцу (преимущественно в его северо-западных отрезках) — 3,9 % площади пойменных лесов. Ольховые леса отсутствуют в нижнем течении Дона и в поймах мелких рек.
На характер облысённости поймы сильно влияет продолжительность заливания её вешними водами — поёмность.
|  | По продолжительности поёмности в пойме Дона в настоящее время преобладает среднепоёмный режим (15-25 дней полного затопления поймы). Этот режим установился после постройки плотин и зарегулирования стока реки. До 1952 года (до сооружения Цимлянского водохранилища) пойма в нижнем течении Дона ежегодно затапливалась на 40-75 дней, то есть относилась к долгопоёмной. В связи с зарегулированием стока в низовьях Дона и Северского Донца наблюдается общее иссушение пойм и связанное с этим засоление почв. Это ведёт к деградации дубрав, замене их берестняками и к общему расстройству лесных насаждений.[Зозулин, 1992, с.51] |

## Памятники природы
Многие территории Ростовской области, занятые пойменными лесами, отнесены к памятникам природы.

В Белокалитвинском районе к памятникам природы, занятыми пойменными лесами, относятся:
- Урочище «Черная балка» с байрачным и пойменным лесом, сочетанием сообществ зональной и петрофильной степной растительности.

В Верхнедонском районе к памятникам природы относятся:
- Урочище «Калинов куст» — участок притеррасной поймы, где представлены фрагменты пойменного и аренного березового леса и луговой растительности.
- Пойменные озера, уникальные по красоте ландшафты пойменных озер р. Дон и лесных массивов.

В Каменском районе к памятникам природы относятся:
- Урочище «Хоботок» — пойменный лес естественного происхождения, основой которого являются насаждения дуба черешчатого возраста более 70 лет.
- Ольховые колки — пойменный лес естественного происхождения из ольхи черной.

В Семикаракорском районе к памятникам природы относятся:
- Урочище «Сусарево» — пойменный лес, местами перемежающийся луговой растительностью на полянах, а также с фрагментами лугов и болот.
- Урочище «Петровская лука» — хорошо сохранившийся пойменный лес естественного и искусственного происхождения.
- Урочище «Церковный рынок» — пойменный лес с искусственной и естественной древесно-кустарниковой растительностью.

В Усть-Донецком районе к памятникам природы относятся:
- Урочище «Огиб» — пойменный лес с породным составом из дуба, вяза, клёна, тополя и ольхи.

В Шолоховском районе к памятникам природы относятся:
- Ольшаники — эталон пойменного ольхового леса в притеррасной части р. Елань.
- Урочище «Островное» представляет собой уникальные по красоте пойменные озера и прилегающую к ним территорию.
- Шолоховские озера — уникальный ландшафт среднедонской поймы с развитой внутрипойменной гидрологической сетью (озера, старицы) — местообитаниями реликтового эндемика Европы — русской выхухоли.
- Еланские озера представляют собой природные ландшафты пойменных озер р. Дон с высоким видовым разнообразием животного и растительного мира.